# ماتسوشیتا کونوسوکه
ماتسوشیتا کونوسوکه (انگلیسی: Konosuke Matsushita؛ زاده ۲۷ نوامبر ۱۸۹۴ درگذشته ۲۷ آوریل ۱۹۸۹) کارآفرین و بازرگان اهل ژاپن بود، که در سال ۱۹۱۸ شرکت صنایع الکترونیکی ماتسوشیتا را بنیان نهاد. وی مانند بسیاری از کارآفرینان مطرح جهان فاقد تحصیلات عالی بود و در سال چهارم ابتدایی به علت کسب نتایج ضعیف تحصیلات را رها کرد. وی ابتدا کار خود را در یک کارگاه کوچک دوچرخه‌سازی آغاز کرد. از مهم‌ترین شعارهای او «ما تولید می‌کنیم نه برای اینکه فقرا را فقیرتر و اغنیا را غنی‌تر بلکه هدف از تولید زدودن فقر از جامعه است» این شرکت بعدها به پاناسونیک تغییر نام داد. ماتسوشیتا شرکت پاناسونیک را از یک کارگاه کوچک که تنها تولیدش نوعی لامپ دوچرخه بود، به یکی از بزرگترین شرکت‌های تجهیزات الکترونیکی، الکتریکی و صنعتی جهان تبدیل نمود. از ماتسوشیتا به عنوان نجات‌بخش اقتصاد ژاپن از خاکسترهای جنگ جهانی دوم یاد می‌شود. ماتسوشیتا دردهه شصت میلادی پس از سفر به آمریکا و بازگشتش به ژاپن در پی پیاده کردن الگوی کاری آمریکا در سازمانش بود و جهت بهره‌وری کارکنان روزهای کاری کارکنان را در هفته از شش روز به پنج روز کاهش داد و دستمزدها را به اندازه همان شش روز پرداخت کرد این شرکت در سال ۲۰۱۳ درآمدی بالغ بر ۷۵ میلیارد دلار داشته‌است. 

## اوایل زندگی

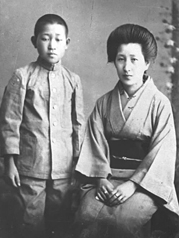
ماتسوشیتا و همسر صاحب کارگاه دوچرخه فروشی که ماتسوشیتا در آنجا کار می‌کرد.(c. 1904–5)

کونوسوکه ماتسوشیتا در ۲۷ نوامبر ۱۸۹۴ در استان واکایاما به دنیا آمد. پدر او یک زمیندار ثروتمند در دهکده کشاورزی واسا (بخشی از شهر واکایاما کنونی) و یکی از ثروتمندترین مردان محله خود بود.
مدت کوتاهی پس از ترک تحصیل ماتسوشیتا، او به اوساکا فرستاده شد تا در یک کارگاه ساخت هیباچی شاگردی کند. با این حال در کمتر از یک سال، کسب و کار کارگاه‌ ورشکسته شد و ماتسوشیتا به جستجو شغل دیگری مشغول شد.
سپس ماتسوشیتا در شرکت «لامپ الکتریکی اوساکا»، یک شرکت تاسیسات برقی، استخدام شد و در طی سال های آتی چندین بار ترفیع گرفت و موقعیتش در شرکت ارتقا یافت.       در این مدت ماتسوشیتا با یکی از خواهران توشیو ایو ازدواج کرد. 
ماتسوشیتا در سن ۲۲ سالگی به مقام بازرس الکتریکی ارتقا یافت. در همین مدت ماتسوشیتا در تلاش بود که اختراع خود، سوکت های برق جدید و پیشرفته ای که در اوقات فراغت ساخته بود را به رئیس خود عرضه کند، اگرچه او علاقه‌ای به آن نشان نمیداد.

## شرکت صنعتی الکتریکی ماتسوشیتا

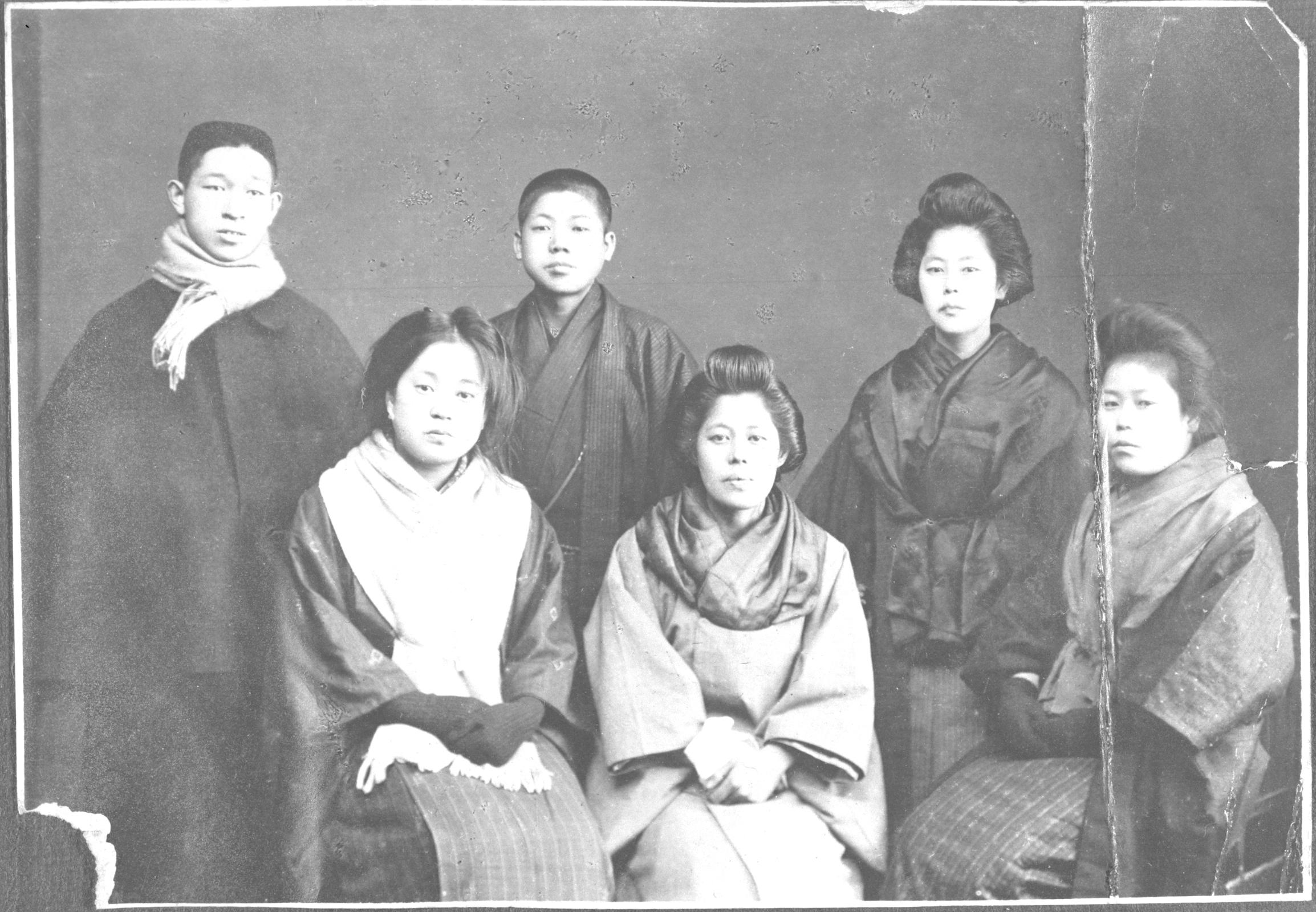
اعضای شرکت الکتریکی ماتسوشیتا. عقب از سمت چپ: کونسوکه ماتسوشیتا،
توشیو ایو، همسر کونوسوکه ماتسوشیتا (c. 1918)

ماتسوشیتا در سال ۱۹۱۷ از شرکت چراغ الکتریکی اوساکا بیرون آمد تا کسب و کار خود را راه‌اندازی کند؛ با وجود اینکه بدون سرمایه، تحصیلات عالیه یا تجربه در تولید و کارخانه داری، شرکت تازه تاسیس ماتسوشیتا حتی از قبل شروع به کار، شکست خورده به نظر می‌رسید. ماتسوشیتا کسب وکارش را در زیرزمین خانه اجاره‌ای خود به راه انداخت. او به همراه همسر، برادر زن و تعدادی دستیار، ساخت نمونه هایی از محصول خود را آغاز کرد. ماتسوشیتا تلاش کرد نمونه ها را بین عمده فروشان پخش کند اما از آنجایی که بیشتر از یک محصول عرضه نکرد، تلاشش به جایی نرسید.
دستیاران ماتسوشیتا شرکت را ترک کردند و او با همسر و برادر زنش، توشیو ایو، که خودش را به عنوان فروشنده و مدیری توانمند اثبات کرد، تنها باقی ماند. در نهایت ماتسوشیتا که در حال ورشکستگی بود، «با یک سفارش غیرمنتظره، هزار روکش عایق برای ساخت پنکه برقی، نجات پیدا کرد». ماتسوشیتا از آنجا به بعد  توانست که به تولید سوکت های برق خود ادامه دهد. اختراع او زمانی محبوب شد که عمده فروشان از کیفیت بهتر و قیمت ارزان تر محصول ماتسوشیتا در مقایسه با سایر محصولات  بازار اطلاع یافتند.
سال‌های اولیه شرکت به سختی می‌گذشت؛ یکبار ماتسوشیتا برای حل کسری بودجه محبور به گرو گذاشتن کیمونو همسر خود شد. محصولات ماتسوشیتا در ابتدا تحت عنوان تجاری «National» به بازار عرضه شدند و بعداً به نام های شناخته شده‌تر «Panasonic»  ،«Quasar» ،«Technics» تغییر‌‌ نام دادند.
یکی از بهترین محصولات ماتسوشیتا، چراغ کارآمدتری برای دوچرخه بود که با باتری کار می‌کرد. این اختراع خود شخص ماتسوشیتا بود. در طول دهه ۱۹۲۰، چراغ های دوچرخه یا شمعی یا نفت سوز و به علت دوام معمولاً فقط سه ساعتی، به شدت ناکارآمد بودند. ماتسوشیتا چراغ بیضی شکلی ساخت که از یک باتری برای برق و یک لامپ برای روشنایی استفاده می کرد.  او مجبور بود محصولات خود را شخصاً در مغازه های دوچرخه فروشی به فروش برساند.